# James Farrior
(en) Statistiques sur pro-football-reference
James Alfred Farrior, né le 6 janvier 1975 à Petersburg (Virginie) est un joueur américain de football américain évoluant au poste de linebacker.

## Biographie
Étudiant à l'université de Virginie, il joua pour les Virginia Cavaliers.
Il fut drafté à la 8e place (premier tour) en 1997 par les Jets de New York. Après, il a rejoint les Steelers de Pittsburgh où il a remporté les Super Bowl XL et XLIII.
Il a été sélectionné deux fois au Pro Bowl (2004 et 2008).